# Neuvy-Bouin
Neuvy-Bouin település Franciaországban, Deux-Sèvres megyében. Lakosainak száma 484 fő (2022. január 1.). Neuvy-Bouin La Chapelle-Saint-Laurent, Clessé, Largeasse, Pougne-Hérisson, Secondigny, Trayes és Vernoux-en-Gâtine községekkel határos.

## Népesség
A település népességének változása:
| Lakosok száma | 490  | 498  | 516  | 513  | 502  | 492  | 481  | 484  | 484  |
|               | 2013 | 2015 | 2016 | 2017 | 2018 | 2019 | 2020 | 2021 | 2022 |